# جوني بليك
جوني بليك (بالإنجليزية: Johnny Blake)‏ هو كاتب أغاني بريطاني، ولد في 24 يونيو 1980 في ريدنغ في المملكة المتحدة.